# Eulimnichus rugulosus
Eulimnichus rugulosus is een keversoort uit de familie dwergpilkevers (Limnichidae). De wetenschappelijke naam van de soort werd in 1979 gepubliceerd door David P. Wooldridge.